# First of His Name
«First of His Name» (El primer del seu nom) és el cinquè episodi de la quarta temporada, el 35è del total, de la sèrie televisiva Game of Thrones de la productora nord-americana HBO. L'episodi va ser escrit per David Benioff i D. B. Weiss i dirigit per Michelle MacLaren. Es va estrenar el 4 de maig del 2014.

## Argument

### A Port Reial
Tommen Baratheon (Dean-Charles Chapman) és coronat rei. Cersei (Lena Headey) i Margaery (Natalie Dormer) parlen del caràcter de Joffrey i com Tommen pot convertir-se en un rei veritablement digne. D'acord amb el seu pare Tywin (Charles Dance), Cersei decideix que Tommen i Margaery es casin ben aviat. Tywin també desitja que Cersei es casi amb Loras Tyrell (Finn Jones). Després de constatar com les mines d'or de Ponent s'han assecat, Tywin comunica a Cersei que la corona està profundament endeutada amb el Banc de Ferro de Braavos i que la unió dels Lannister amb els Tyrell ajudaria a solucionar aquests problemes. Cersei també intenta que Tywin declari culpable a Tyrion de l'assassinat de Joffrey. Més tard, als jardins, Cersei parla amb Oberyn Martell (Pedro Pascal) sobre la seva filla Myrcella. Li demana que li faci arribar un vaixell com a regal pel seu aniversari.

### A la Vall d'Arryn
Lord Petyr Baelish (Aidan Gillen) i Sansa Stark (Sophie Turner) arriben a la Vall d'Arryn. A la Porta de Sang, li diuen a Ser Donnel Waynwood (Alisdair Simpson) que el nom de Sansa és Alayne, ocultant la seva veritable identitat, ja que encara la busquen a Port Reial per l'assassinat de Joffrey. Després són rebuts per Lady Lysa Arryn (Kate Dickie) i el seu fill, Robin (Lino Facioli). Lysa coneix la identitat de Sansa i ordena a Robin que li mostri la seva habitació. Quan queden sols, Lysa expressa el desig de casar-se amb Petyr aquest mateix dia i li exposa tot el que ella ha fet per ell, inclòs l'enverinament del seu marit anterior, Lord Jon Arryn. Per tranquil·litzar-la Petyr accepta casar-se al més aviat possible. Al vespre, Lysa parla amb Sansa i li explica com Petyr estava enamorat de la seva mare Catelyn, però la conversa es va crispant fins que Lysa acusa obertament a Sansa d'haver seduït al seu promès però aquesta la convenç que encara és verge. Lysa decideix que, quan Tyrion sigui executat, Sansa es casarà amb Robin.

### A l'altra banda del Mar Estret
La notícia de la mort de Joffrey arriba a Daenerys (Emilia Clarke). En una reunió amb el seu consell, Daario Naharis (Michiel Huisman) anuncia que les seves tropes han capturat la marina de Meeren i Daenerys expressa el seu desig d'utilitzar els vaixells per envair Ponent. Mentre que els seus assessors són optimistes sobre les possibilitats de conquerir Port Reial, Ser Jorah (Iain Glen) li diu que pot no ser suficient per conquerir els Set Regnes. També li fa saber que tant Astapor com Yunkai han tornat a caure en els vells hàbits i tornen a governar els esclavistes. Finalment, Daenerys decideix quedar-se i governanr tota la Badia dels Esclaus.

### Al Camí Reial
Brienne of Tarth (Gwendoline Christie) i el seu escuder, Podrick Payne (Daniel Portman), cavalquen cap al Mur, creient que allà hi trobaran Sansa amb Jon Neu. Al campament, Brienne renya Podrick per no saber cuinar i fer les tasques pròpies d'un escuder. Quan li demana que feia per Tyrion, Podrick li diu que una vegada va matar un cavaller de la Guàrdia Reial per salvar-lo durant la batalla d'Aigüesnegres. Impressionada, Brienne permet que Podrick l'ajudi a treure's la seva armadura.

### A Aigüesvives
Arya (Maisie Williams) i Sandor "el Gos" Clegane (Rory McCann) discuteixen sobre el recital ritual dels noms de les persones que Arya vol matar i en el que també hi figura el propi "Gos" i el seu germà "la Muntanya". L'endemà, "el Gos" troba a Arya practicant amb l'espasa i se'n riu. Li demana que l'ataqui però la seva armadura rebutja la petita espasa. Li demostra que el seu estil de lluita és inútil contra oponents armats.

### Al voltant del Mur
Locke (Noah Taylor) explora la Torrassa de Craster, i veu com Rast (Luke Barnes) maltracta una de les esposes de Craster. Quan pot entrar a l'interior de l'habitacle veu a Bran (Isaac Hempstead-Wright) i el seu grup captius en una petita barraca. Quan Locke torna al grup liderat per Jon (Kit Harington), els diu que han d'atacar aviat, ja que els amotinats estan beguts, però no revela que Bran és empresonat allà dins. Jon informa al seu grup que atacaran quan es faci fosc. Més tard, Karl (Burn Gorman) entra a la cabana i pretén violar a Meera (Ellie Kendrick), però immediatament són atacats pel grup de Jon. Comença una batalla en la qual moren força homes. Locke s'escapoleix per buscar a Bran i els seus amics. Quan Bran percep el perill entra en la ment d'Hodor (Kristian Nairn) que persegueix a Locke i el mata. Quan Bran manifesta que vol anar a veure a Jon, Jojen li diu que aquest no el deixarà anar més al nord per trobar al corb de tres ulls.
Jon lluita contra Karl, i encara que resulta ferit en la batalla, aconsegueix matar Karl amb l'ajut d'una esposa de Craster. Quan compten els morts veuen que Rast ha desaparegut. Rast s'escapa pels boscos però és assassinat pel llop Fantasma. Jon demana a les esposes de Craster que vagin al Mur, però elles deneguen la petició i decideixen calar foc a la torrassa i als cadàvers.

## Audiències i crítiques

### Audiències
«First of His Name» (El primer del seu nom) va assolir un nou rècord d'audiència amb 7.160.000 espectadors el dia de l'estrena.

### Crítica
Aquest episodi va rebre moltes crítiques positives. Rotten Tomatoes en reporta un 100%.